# Рипі
Рипі (італ. Ripi) — муніципалітет в Італії, у регіоні Лаціо,  провінція Фрозіноне.
Рипі розташоване на відстані близько 85 км на схід від Рима, 8 км на схід від Фрозіноне.
Населення — 5276 осіб (2014).
Щорічний фестиваль відбувається 23 квітня. Покровитель — святий Юрій.

## Демографія
Населення за роками:

Станом на 1 січня 2023 року в муніципалітеті офіційно проживало 275 іноземців з 30 країн, серед них 80 громадян країн Євросоюзу та 2 громадяни України.

## Сусідні муніципалітети
- Арнара
- Бовілле-Ерніка
- Чепрано
- Пофі
- Странголагаллі
- Торриче
- Веролі